# Gustav Vinkler
Gustav Frands Vilcek Vinkler (dan. Gustav Frands Wilzeck Winckler, poznat kao Gustav Vinkler, 13. oktobar 1925 – 20. januar 1979) bio je popularni danski pevač, kompozitor i muzički izdavač. Odrastao je u okrugu Nerebro u Kopenhagenu i započeo je svoju karijeru kao dekorater.
Konačno je 1950. godine dobio angažmane, te redovne nastupe na „Danmarks Radio”. Tokom 1950-ih snimao je pesme i gostovao u Danskoj, Nemačkoj (pod imenom Gunar Vinkler) i u Engleskoj (pod imenom Sam Pejn).
Godine 1957, nakon kvalifikacija na Dansk Melodi Grand Priksu da predstavlja Dansku na Evroviziji, učestvovao je na Evroviziji 1957. godine, gde je pevao „Skibet skal sejle i nat” („Brod odlazi večeras”) sa Birte Vilke. Oni su zauzeli treće mesto od deset pesma i zaprepastili publiku poljubcem od 13 sekundi na kraju svog nastupa.
Kasnije je još dvaput učestvovao na danskom Melodi Grand Priksu i to 1964. sa „Ugler i mosen”, a zatim 1966. sa „Salami”.
Umro je u saobraćajnoj nesreći 1979. godine u Viborgu.
Njegov brat Jergen Vinkler je takođe snimao pesme pedesetih i ranih 1960-ih godina 20. veka.

## Literatura
- Laursen, Carsten Michael ''Top-Pop: Navne i dansk pop 1950-2000"' ("Top-Pop: Names in Danish Pop 1950-2000"). L&R Fakta. 1999.  978-87-614-0086-4..